# МиГ-15УТИ
МиГ-15УТИ (по кодификации НАТО: Midget, Ми́джит — англ. Карлик) — советский реактивный двухместный учебно-тренировочный самолёт, созданный на базе истребителя МиГ-15. Разработан ОКБ Микояна и Гуревича в конце 1940-х годов.

## История создания МиГ-15УТИ

### Задание
МиГ-15 показывал на испытаниях отличные результаты, и было ясно, что вскоре он пойдет в серийное производство и это производство, скорее всего, будет крупносерийным. Было очевидно, что в таком случае ВВС потребуются двухместные учебно-тренировочные реактивные самолёты для переучивания лётного состава ВВС на новые истребители. На тот момент в распоряжении ВВС было только ограниченное число двухместных Як-17УТИ с крайне ненадёжным двигателем РД-10 и сильно ограниченных в эксплуатации.
В ноябре 1948 года ГК НИИ ВВС рекомендовал ОКБ Микояна разработать учебно-тренировочный истребитель на базе МиГ-15. В ОКБ взялись за работу не откладывая, и уже в 27 февраля 1949 года А. И. Микоян утвердил эскизный проект МиГ-15УТИ. Официально разработку УТИ утвердили постановлением Совета Министров СССР № 1391-497 от 6 апреля 1949 года и приказом МАП № 266 от 13 апреля. Самолёт получил обозначение И-312 и заводской шифр «СТ».

### УТИ МиГ-15, И-312 «СТ-1»
Серийный МиГ-15 № 104015 с двигателем РД-45Ф был переделан в первый прототип учебно-тренировочного самолёта. «СТ-1» отличался от серийного МиГ-15 в основном вооружением, двухместной кабиной, двойным управлением и прочими изменениями, связанными с его новым назначением.
Вторую кабину, для инструктора, установили за счёт уменьшения первого фюзеляжного топливного бака. Обе кабины оснащались полным набором приборов и катапультными креслами. Фонарь передней кабины откидывался вбок, а фонарь кабины инструктора сдвигался назад, при катапультировании обе части фонаря должны были сбрасываться. При этом катапультирование происходило в два этапа, сначала катапультировался инструктор, а затем обучаемый лётчик.
Вооружение И-312 было упрощено и состояло из одной пушки НР-23 с боезапасом 80 снарядов и пулемёта УБК-Э с боезапасом 150 патронов. В передней кабине стоял прицел АСП-1Н. Также самолёт был оснащен крыльевыми бомбодержателями для подвески 50-килограммовых и 100-килограммовых бомб.
В мае 1949 года модифицирование серийного МиГ-15 на опытном заводе ОКБ Микояна было завершено, после чего с 23 мая по 20 августа были проведены заводские испытания. Полёты проводили И. Т. Иващенко, К. К. Коккинаки и А. Н. Чернобуров. 27 августа самолёт был отправлен в ГК НИИ ВВС на государственные испытания, которые были прекращены 22 сентября ввиду выявленных дефектов. Для более полной оценки И-312 в октябре он был отправлен на авиабазу в Кубинке, где летал до 1 апреля 1950 года, после чего был возвращён в ОКБ Микояна для доработки. После их устранения, 17 мая, начались контрольные испытания, завершившиеся всего через 8 дней.
Недостатки МиГ-15УТИ в целом соответствовали недостаткам, выявленным у МиГ-15, вместе с тем самолёт обладал и всеми достоинствами базовой модели. Кроме того, новый самолёт удовлетворил требования военных к учебно-тренировочному истребителю и был рекомендован к принятию на вооружение и к запуску в серийное производство.

### УТИ МиГ-15 «СТ-2»
Для обучения пилотов полётам в условиях плохой видимости и ночью, ВВС потребовался учебно-тренировочный самолёт с соответствующим оборудованием. Ввиду этой необходимости ОКБ Микояна начало разработку нового эталона для серийного тренировочного самолёта. В соответствии с приказом МАП № 266 от 13 апреля 1950 года, опытный «СТ-1» был оборудован системой слепой посадки ОСП-48. Место для нового оборудования получили за счёт снятия пушки НР-23 и уменьшения первого топливного бака. Модифицированный самолёт получил обозначение «СТ-2».
На «СТ-2» был установлен дополнительный компас КИ-11, фильтр в системе наддува воздуха в кабине и новый звеньеотвод к ленте пулемёта УБК-Э. Прицел АСП-1Н был заменён на прицел АСП-3Н.
4 августа лётчик-испытатель А. Н. Чернобуров совершил первый полёт на модифицированном МиГ-15УТИ. Вскоре «СТ-2» прошёл государственные испытания в ГК НИИ ВВС и был принят в качестве нового эталона для МиГ-15УТИ.
Самолёт производился на авиазаводах № 1 в Куйбышеве (881 экз.), № 135 в Харькове (511 экз.), № 153 в Новосибирске (924 экз.) и № 99 в Улан-Удэ (1117 экз.).

## Варианты

### УТИ МиГ-15П «СТ-7»
После успешного завершения государственных испытаний бортовой РЛС РП-1 «Изумруд» для истребителей-перехватчиков появилась необходимость создания учебно-тренировочного самолёта для подготовки операторов РЛС и пилотов перехватчиков. Постановлением Совета Министров СССР №2460-933 от 24 мая 1952 года и приказом МАП №624 ОКБ Микояна предписывалось оборудовать два серийных МиГ-15УТИ РЛС «Изумруд».
К разработке ОКБ приступило в июле 1952 года, а в сентябре чертежи передали на завод № 1. Однако к этому времени на куйбышевском заводе производство спарок сворачивалось, и задача по переоборудованию самолётов была возложена опытный завод ОКБ. В июне 1953 проектирование было завершено, а в августе оба самолёта были завершены и переданы в ГК НИИ ВВС для государственных испытаний. 15 сентября первый из прототипов потерпел аварию и испытания были продолжены со вторым экземпляром. В мае 1954 года испытания были завершены с неудовлетворительными результатами.  Военные были неудовлетворенны тем, что у инструктора отсутствовала возможность контроля работы обучаемого со станцией РП-1 «Изумруд» и возможность демонстрации обучаемому приёмов работы с радиолокационным прицелом. Поэтому от ОКБ потребовали создать учебный самолёт со станцией РП-1Д «Изумруд-3», которая имела дублирующий обзорный индикатор.

### УТИ МиГ-15П «СТ-8»
В соответствии с постановлением Совета Министров СССР №1651-747 от 9 августа и приказом МАП № 523 от 23 августа 1954 года, ОКБ Микояна и Гуревича приступило к разработке учебно-тренировочного истребителя с РЛС РП-1Д «Изумруд-3» с двумя обзорными индикаторами, и сопряжённым с нею прицелом АСП-3НМ. Самолёт был построен и проходил испытания в 1955 году, но развития проект не получил.

### УТИ МиГ-15ЛЛ «СТ-10»
Самолёт под обозначением «СТ-10» являлся летающей лабораторией для испытаний катапультных кресел, предназначенных для покидания самолёта на высоких скоростях. В перспективе эти кресла должны были устанавливаться на перспективные перехватчики ОКБ Микояна Е-2А, Е-5, Е-50, И-3У. При испытаниях кресло с манекеном или парашютистом-испытателем катапультировалось из задней кабины, с места инструктора. В испытаниях было задействовано три «СТ-10» с бортовыми номерами «101У», «102У» и «401У». К 1956 году, по результатам испытаний были разработаны новые конструкции для ввода парашюта в воздушный поток, замки соединения с фонарём и механизм сброса фонаря.

### «СТК» Самолёт тренажёр катапульты
Массовое поступление в строевые части реактивных истребителей МиГ-15, оснащенных катапультным креслом, потребовало разработать машину, на которой лётный состав мог бы тренироваться в аварийном покидании самолёта. Работу по проектированию на базе УТИ МиГ-15 машины для учебного катапультирования в соответствии с приказом МАП № 234 от 10 декабря 1953 года поручили коллективу ОКБ-918. Там был разработан эскизный проект самолёта, получившего шифр «СТК», макет самолёта изготовили на авиазаводе № 153 в Новосибирске при участии специалистов ОКБ-918. А в конце мая на заводе № 153 началось изготовление опытного экземпляра самолёта «СТК» и проведение лётных испытаний. Предъявленный ВВС макет также был одобрен, и 1 июня его утвердила макетная комиссия.
Благодаря ударной работе задание по созданию самолёта для учебного катапультирования было выполнено на месяц раньше срока, предусмотренного тематическим планом. В апреле 1955 года в ГК НИИ ВВС успешно завершились государственные испытания машины СТК, после чего самолёт был рекомендован для серийного производства. После устранения выявленных дефектов и проведения контрольных испытаний МиГ-15СТК  был запущен в серийное производство на заводе № 99.

### Прочие опытные самолёты
Как на МиГ-15 и МиГ-15бис, на МиГ-15УТИ проходили испытания многие новые системы, такие как СРО-1 «Барий-М», РСИУ-3 «Клён» и другие. Кроме того, УТИ участвовал и в испытаниях других самолётов. Так, в конце 1959, начале 1960 годов, для испытания беспилотных самолётов мишеней Як-25МШ был использован МиГ-15УТИ № 106216, на котором стояла станция управления посадкой.
Похожим образом использовались и МиГ-15УТИ, участвовавшие в разработке беспилотного самолёта-мишени и разведывательного БПЛА Ла-17Р, а также самолёта-снаряда КС-1 Комета. Эти УТИ получили шифр «СДК».

## Тактико-технические характеристики
Приведены данные выпущенного заводом № 155 в 1950 году МиГ-15УТИ СТ-2.
Источник данных: Gordon, 2001, pp. 121, 40-41; Арсеньев, Крылов, 1999, стр. 78.

Технические характеристики
- Экипаж: 2: курсант и инструктор
- Длина: 10,11 м
- Размах крыла: 10,08 м
- Высота: 3,7 м
- Площадь крыла: 20,6 м²
- Масса пустого: 3694 кг
- Нормальная взлётная масса: 4850 кг
- Объём топливных баков: 1080 л (+ 2 × 250 л или 300 л ПТБ)
- Силовая установка: 1 × ТРД РД-45Ф
- Тяга: 1 × 2270 кгс (22,3 кН)

Лётные характеристики
- Максимальная скорость:  
  - на высоте 1000 м: 1015 км/ч
  - на высоте 5000 м: 1010 км/ч
  - на высоте 10000 м: 963 км/ч
- Скорость отрыва: 223 км/ч
- Посадочная скорость: 172 км/ч
- Практическая дальность: 950 км / 1424 км с ПТБ
- Практический потолок: 14 625 м
- Скороподъёмность:  
  - у земли: 38,5 м/с
  - на высоте 5000 м: 26,4 м/с
  - на высоте 10000 м: 14,5 м/с
- Время набора высоты:
  - 5000 м за 2,6 мин
  - 10000 м за 6,8 мин
- Время / радиус виража:
  - на высоте 2000 м: 32 с / 715 м
  - на высоте 10000 м: 71,5 с
- Нагрузка на крыло: 240,8 кг/м²
- Тяговооружённость: 0,544
- Длина разбега: 570 м
- Длина пробега: 740 м

Вооружение
- Стрелково-пушечное: 1 × 12,7 мм пулемёт УБК-Э с 150 патр.
- Точки подвески: 2
- Бомбы: 2 × 50 кг или 100 кг

## Самолёты-памятники и музейные экспонаты
| Тип       | Бортовой номер | Местонахождение                                                                                         | Изображение |
| --------- | -------------- | --- | ----------- |
| МиГ-15УТИ | 31 Красный     | Киев, Украина, Киевский государственный музей авиации                                                   |             |
| МиГ-15УТИ | 58             | Памятник г. Бровары, Украина                                                                            |             |
| МиГ-15УТИ |                | Владивосток, Россия.                                                                                    |             |
| МиГ-15УТИ | 40 синий       | Улан-Удэ, Россия, территория Улан-Удэнского авиационного завода                                         |             |
| МиГ-15УТИ |                | пос. Колышлей, Пензенской области России, Памятник воинам авиаторам 1941—1945 гг. установлен на въезде  |             |
| МиГ-15УТИ |                | Дружковка, Донецкая область, Украина                                                                    |             |
| МиГ-15УТИ | 01             | Харьков, Украина, музей Харьковского Авиационного Завода                                                |             |
| МиГ-15УТИ | 30             | Раздельная, Одесская область, Украина                                                                   |             |
| МиГ-15УТИ | 20             | Знаменка, Одесская область, Украина                                                                     |             |
| МиГ-15УТИ |                | Глуховский район, Сумская область, Украина село Слоут. Установлен на постаменте                         |             |
| МиГ-15УТИ | 02 синий       | Пронское, Одинцовский район, Московская область, Россия. Установлен на въезде в детский лагерь «Радуга» |             |
| МиГ-15УТИ |                | Житомир, Житомирская область, Украина                                                                   |             |